# Andrzej Filipek
Andrzej Bronisław Filipek (ur. 1976, zm. 2 listopada 2007 w Ad-Diwanijja w Iraku) – plutonowy Wojska Polskiego.
Służył w 3 Brygadzie Zmechanizowanej Legionów im. Romualda Traugutta w Lublinie. Służbę wojskową pełnił przez 12 lat. Uczestnik sześciu misji poza granicami kraju, m.in. w Syrii, dwukrotnie w Kosowie oraz VIII i IX zmiany Polskiego Kontyngentu Wojskowego w Iraku. Zginął 2 listopada 2007 roku podczas zamachu terrorystycznego na patrol ze składu grupy bojowej na drodze do JSS Wspólnego Posterunku Bezpieczeństwa w północnej części Diwaniji.
Pośmiertnie został awansowany przez Ministra Obrony Narodowej do stopnia sierżanta.
Postanowieniem Prezydenta RP z dnia 5 listopada 2007 roku za wybitne zasługi w działaniach prowadzonych podczas akcji bojowych, za wykazaną odwagę i osobiste męstwo został pośmiertnie odznaczony Krzyżem Kawalerskim Orderu Krzyża Wojskowego.
Uroczystości pogrzebowe odbyły się 7 listopada 2007 roku w Alei Zasłużonych na Cmentarzu Komunalnym w Lublinie na Majdanku. Osierocił żonę i dwoje dzieci.